# Otto Hermann Pesch
Otto Hermann Pesch (Colonia, 8 ottobre 1931 – Colonia, 8 settembre 2014) è stato un teologo e professore universitario tedesco.

## Biografia
Dopo aver conseguito la maturità classica nel 1952, Otto Hermann Pesch studiò filosofia e teologia cattolica presso l'allora Collegio filosofico-teologico domenicano di Walberberg e presso l'Università di Monaco. Nel 1958 fu ordinato sacerdote. Nel 1965 divenne docente a Walberberg. Ottenne il dottorato all'Università di Monaco sotto la supervisione di Heinrich Fries, difendendo una dissertazione intitolata Theologie der Rechtfertigung bei Martin Luther und Thomas von Aquin: Versuch eines systematisch-theologischen Dialogs (Teologia della giustificazione in Martin Lutero e Tommaso d'Aquino: un tentativo di dialogo teologico sistematico.
Nel 1972 lasciò l'ordine domenicano per potersi sposare. Dal 1975 al 1998, come teologo cattolico romano, detenne la cattedra di teologia sistematica presso la Facoltà Teologica Protestante dell'Università di Amburgo. Pesch era particolarmente attivo nell'ecumenismo.Era un membro corrispondente del gruppo di lavoro ecumenico di teologi protestanti e cattolici e uno dei pochi ricercatori cattolici nel campo della vita e opere di Lutero.
Accanto a Lutero e altri teologi della Riforma, i suoi principali interessi di ricerca verterono sulla teologia medievale, in particolare su Tommaso d'Aquino . Nel 2008, in vista del 500º anniversario della Riforma protestante che si sarebbe celebrato nel 2017, acquisì una certa notorietà con la sua proposta di “riabilitare” completamente Lutero al'interno della Chiesa cattolica.
Nel 2008 la Facoltà teologica protestante dell'Università di Jena conferì a Pesch un dottorato honoris causa per i suoi risultati nella ricerca su Lutero.
Morì l'8 settembre 2014.

## Opere
- Rechenschaft über den Glauben, Matthias-Grünewald-Verlag, Magonza 1970
- Sprechender Glaube, Matthias-Grünewald-Verlag, Magonza 1970
- Frei sein aus Gnade. Theologische Anthropologie, Friburgo in Brisgovia 1983
- Theologie der Rechtfertigung bei Martin Luther und Thomas von Aquin: Versuch eines systematisch-theologischen Dialogs, Ostfildern 1985, ISBN 3-7867-1161-5
- Christliche Lebenspraxis – heute und hier, Würzburg 1994, ISBN 3-429-01631-2
- Thomas von Aquin. Grenze und Größe mittelalterlicher Theologie. Eine Einführung, Ostfildern 1995, ISBN 3-7867-1371-5
- Das Zweite Vatikanische Konzil (1962–1965). Vorgeschichte, Verlauf, Ergebnisse, Nachgeschichte, Ostfildern 2001, ISBN 3-7867-8393-4
- Hinführung zu Luther, Mainz 2004, ISBN 3-7867-2525-X
- Warum hast du so große Ohren? Rotkäppchen – „theologisch“ zu Gehör gebracht (= TOPOS-plus-Taschenbücher, Bd. 555), Matthias-Grünewald-Verlag, Mainz 2005, ISBN 3-7867-8555-4
- Katholische Dogmatik aus ökumenischer Erfahrung, Bd. I: Die Geschichte der Menschen mit Gott, Ostfildern 2008, ISBN 3-7867-2627-2; vol. II: Die Geschichte Gottes mit den Menschen, 2009, ISBN 3-7867-2638-8
- Gnade und Rechtfertigung am Vorabend der der Reformation und bei Luther. pp. 1–15, uni-heidelberg.de